# Boiska-Kolonia (województwo mazowieckie)
Boiska-Kolonia – wieś sołecka w Polsce położona w województwie mazowieckim, w powiecie lipskim, w gminie Solec nad Wisłą.
| SIMC    | Nazwa    | Rodzaj    |
| ------- | -------- | --------- |
| 0637507 | W Dołach | część wsi |

W latach 1975–1998 miejscowość administracyjnie należała do województwa radomskiego.
Zimą przełomu 1942/43 niemieccy żandarmi przeprowadzili w Boiskach kilka akcji represyjnych, w których wyniku zamordowano trzy polskie rodziny udzielające pomocy Żydom.